# 李相符
李相符（1907年—1963年），男，安徽桐城人，中国林学家、林业教育家、政治人物，曾任中央人民政府林垦部副部长、中央人民政府林业部副部长、中华人民共和国林业部副部长，北京林学院院长、党委书记，中国林业科学研究院副院长，中国林学会理事长，第二、三届全国政协委员